# George Cromwell Scott
George Cromwell Scott (* 8. August 1864 bei Morton, Monroe County, New York; † 6. Oktober 1948 in Sioux City, Iowa) war ein US-amerikanischer Jurist und Politiker. Zwischen 1912 und 1915 sowie nochmals von 1917 bis 1919 vertrat er den Bundesstaat Iowa im US-Repräsentantenhaus.

## Werdegang
Scott wurde im Alter von 5 Jahren Vollwaise und ab dann von einem Onkel weiter aufgezogen. Im Jahr 1880 zog er nach Iowa, wo er bei anderen Verwandten lebte. Dort besuchte er auch die öffentlichen Schulen. Nach einem anschließenden Jurastudium und seiner im Jahr 1887 erfolgten Zulassung als Rechtsanwalt begann er in Le Mars in seinem neuen Beruf zu praktizieren. Im Jahr 1901 verlegte er seinen Wohnsitz und seine Kanzlei nach Sioux City.
Politisch war Scott Mitglied der Republikanischen Partei. In den Kongressvorwahlen am 3. Juni 1912 unterlag er dem Amtsinhaber Elbert H. Hubbard. Nach Hubbards Tod am folgenden Tag wurde Scott bei der fälligen Nachwahl dann aber im elften Wahlbezirk von Iowa als dessen Nachfolger in das US-Repräsentantenhaus in Washington, D.C. gewählt. Dort trat er am 5. November 1912 sein neues Mandat an. Da er gleichzeitig für die folgende Legislaturperiode gewählt wurde, konnte er zunächst bis zum 3. März 1915 im Kongress verbleiben. In dieser Zeit wurden der 16. und der 17. Verfassungszusatz beraten und verabschiedet.
Bei den Wahlen des Jahres 1914 verlor Scott gegen den Demokraten Thomas J. Steele. Zwei Jahre später, im Jahr 1916, konnte er aber seinen Sitz zurückgewinnen und dann zwischen dem 4. März 1917 und dem 3. März 1919 eine weitere Legislaturperiode im Repräsentantenhaus verbringen. Diese Zeit war von den Ereignissen des Ersten Weltkrieges bestimmt. Im Jahr 1918 verzichtete George Scott auf eine weitere Kandidatur für den Kongress.
Nach seiner Zeit im Repräsentantenhaus arbeitete Scott wieder als Anwalt in Sioux City. Im Jahr 1922 wurde er von US-Präsident Warren G. Harding zum Richter am Bundesbezirksgericht für den nördlichen Distrikt von Iowa ernannt. Dieses Amt bekleidete er bis zum 1. November 1943. An diesem Tag trat George Scott in den Ruhestand. Er starb am 6. Oktober 1948 in Sioux City.